# 226. Infanterie-Division (Wehrmacht)
Die 226. Infanterie-Division war ein Großverband der deutschen Wehrmacht im Zweiten Weltkrieg.

## Geschichte

### Aufstellung
Die Aufstellung erfolgte am 26. Juni 1944 im Wehrkreis VIII (Breslau) auf dem Truppenübungsplatz Neuhammer in der 27. Aufstellungswelle. Der Divisionsstab wurde dabei von der zuvor aufgelösten Infanterie-Division Neuhammer und der 111. Infanterie-Division, welche im April an der Ostfront bei Sevastopol aufgerieben wurde, gebildet. Die 226. Infanterie-Division wurde als bodenständige Division für das besetzte Frankreich aufgestellt und war bis August 1944 einsatzbereit.
Sie unterstand taktisch der 15. Armee der Heeresgruppe B, ab Dezember 1944 dann dem Marineoberkommando West. 

### Le Havre
Nach ihrer Aufstellung wurde die Division nach Frankreich entsandt. Sie kämpfte bei Le Havre, konnte aber den Verlust des Seehafens an die Alliierten nicht verhindern. 

### Vernichtung
Beim anschließenden Rückzug wurde das Grenadier-Regiment 1041 bei Calais zerstört. 

### Kapitulation
Der Rest der Division wurde bei Dünkirchen eingeschlossen und verblieb dort bis Kriegsende in Kampfgruppenstärke. Die eingeschlossenen Verbände kapitulierten zu Kriegsende.

## Gliederung
Sie umfasste zum Aufstellungszeitpunkt folgende Regimenter:
- Grenadier-Regiment 1040 mit I. – II. Bataillon
- Grenadier-Regiment 1041 mit I. – II. Bataillon
- Grenadier-Regiment 1042 mit I. – II. Bataillon
- Artillerie-Regiment 226 mit I. – III. Abteilung

## Kommandeure
Kommandeur war bis 19. September 1944 Generalleutnant Wolfgang von Kluge. Er wurde aufgrund des Selbstmordes seines Bruders Günther von Kluge nach Berlin abkommandiert.
Der Posten des Kommandeurs blieb anschließend vakant. Formal wurde die Division dann bis Kriegsende von Vizeadmiral Friedrich Frisius als Festungskommandant Dünkirchen geführt.